# Hutchinson County (South Dakota)
Hutchison County ist ein County im Bundesstaat South Dakota der Vereinigten Staaten. Das U.S. Census Bureau hat bei der Volkszählung 2020 eine Einwohnerzahl von 7427 ermittelt.

## Geographie
Das County hat eine Fläche von 2109 Quadratkilometern; davon sind 4 Quadratkilometer (0,19 Prozent) Wasserflächen. Er wird in 23 Townships eingeteilt: Capital, Clayton, Cross Plains, Fair, Foster, German, Grandview, Hassel, Kaylor, Kuim, Liberty, Mittown, Molan, Oak Hollow, Pleasant, Sharon, Silver Lake, Starr, Susquehanna, Sweet, Valley, Wittenberg und Wolf Creek.

## Geschichte
Das County wurde am 8. Mai 1862 gegründet und die Verwaltungsorganisation am 13. Januar 1871 abgeschlossen. Es wurde nach John S. Hutchinson benannt (1829–1889), der Sekretär und geschäftsführender Gouverneur des Dakota-Territoriums war.
29 Bauwerke und Stätten des Countys sind im National Register of Historic Places (NRHP) eingetragen (Stand 2. August 2018).

## Städte und Gemeinden
Städte (cities)
- Freeman
- Menno
- Parkston
- Tripp

Gemeinden (towns)
- Dimock
- Olivet

Census-designated places
- Kaylor
- Milltown